# Габиријеле Ловобалаву
Габиријеле Ловобалаву (енгл. Gabirieli Lovobalavu; 20. јун 1985) професионални је рагбиста и репрезентативац Фиџија, који тренутно игра за француског друголигаша Авирон Бајон. Играо је на Фиџију за Шарксе и Вориорсе, пре него што је 2008, прешао у Тулон. Био је један од најмлађих играча у селекцији Фиџија на светском првенству 2007, одржаном у Француској. Играо је и на светском првенству 2011, одржаном на Новом Зеланду и на светском првенству 2015, одржаном у Енглеској и Велсу. За репрезентацију Фиџија је одиграо 22 тест меча и постигао 2 есеја. 